# Wola Malkowska
Wola Malkowska – wieś w Polsce, położona w województwie świętokrzyskim, w powiecie staszowskim, w gminie Bogoria.
W latach 1975–1998 miejscowość administracyjnie należała do województwa tarnobrzeskiego.

## Części wsi
| SIMC    | Nazwa              | Rodzaj     |
| ------- | ------------------ | ---------- |
| 0788672 | Batogi             | przysiółek |
| 0788689 | Poręba Kiełczyńska | przysiółek |
| 0788695 | Swoboda            | przysiółek |

## Dawne części miasta – obiekty fizjograficzne
W latach 70. XX wieku przyporządkowano i opracowano spis lokalnych części integralnych dla Woli Malkowskiej zawarty w tabeli 1.

| Nazwa wsi – miasta | Nazwy części wsi – miasta                                  | Nazwy obiektów fizjograficznych – charakter obiektu |
| ------------------ | ---------------------------------------------------------- | --- |
| I. Gromada BOGORIA |                                                            | |
| 1. Wola Malkowska  | 1. Batog 2. Leśniczówka 3. Poręba Kiełczyń- ska 4. Swoboda | 1. Batog — pole 2. Karczemka — pole 3. Kowalówka — pole 4. Mostecki Las — las 5. Ożobina — las 6. Pastwisko — nieużytki, młody las 7. Pod Chrustami — pole 8. Poręba Kiełczyńska — pole 9. Rządowy Las — las 10. Swoboda — pole 11. Wójtówka — pole |

## Historia
W XVI wieku, według „Słownika geograficznego Królestwa Polskiego”, wieś nosiła nazwę Wola Malikowska. W 1578 roku podatki z tej wsi płaciła pani Zborowska – od 10 osadników, dwóch i pół łana oraz 4 ubogich komorników. W XIX wieku wieś należała do ówczesnego powiatu opatowskiego i parafii Kiełczyna.

## Literatura
1. Kaczmarek Leon (red. nauk. zeszytu), Taszycki Witold (red. nauk. wyd.): Urzędowe Nazwy miejscowości i obiektów fizjograficznych. 33. Powiat staszowski województwo kieleckie. Komisja ustalania nazw miejscowości i obiektów fizjograficznych (do użytku służbowego). Z: 33. Warszawa: Urząd Rady Ministrów. Biuro do Spraw Prezydiów Rad Narodowych, 1970. Brak numerów stron w książce